# Gare de Ludres
Gare de Ludres vasútállomás Franciaországban, Ludres településen.

## Vasútvonalak
Az állomást az alábbi vasútvonalak érintik:
- Jarville-la-Malgrange–Mirecourt-vasútvonal

## Kapcsolódó állomások
A vasútállomáshoz az alábbi állomások vannak a legközelebb:
- Gare d’Houdemont
- Gare de Messein